# OTVニュース
『OTVニュース』（オーティーブイニュース）は、沖縄テレビで放送されていたスポットニュースである。2017年3月で終了し、4月より当枠で天気予報またはミニ番組を放送。
日曜日 - 木曜日において、本番組の1時間前（20:54 - 21:00）に放送されている『FNN OTVニュース』はタイトルに「FNN」を冠しているものの、こちらも重大ニュース等が無い限りは沖縄のローカルニュースのみを伝えており、姉妹番組となっていた。
なお、フジテレビ系他局にあわせて、2015年9月28日から2016年10月頃まではこの時間帯を「OTV こんやのニュース」として放送されていたが、「ユアタイム クイック」開始に伴い現在の名称に戻った。
かつて大阪にあり、現在は朝日放送（現：朝日放送テレビ（ABCテレビ））と合併した大阪テレビ放送（OTV）でもOTVニュースの名でニュースが放送されていたが、現在この名で放送しているのはこのOTVニュースのみである。

## 放送時間
- 日曜日 - 木曜日 21:54 - 22:00 （スポーツ中継や特番の放送がある日には変更・休止あり）
  - 金曜・土曜は通常、『ウワサのお客さま』『土曜プレミアム』が編成されているために放送されないが、特別編成の時（年末年始等）には放送されることがある。

## 担当アナウンサー
- 沖縄テレビのアナウンサーが交替で担当。20:54-21:00に放送されるFNN OTVニュースも兼任している。
- （月曜）佐久本浩志
- （火曜）小林美沙希
- （水曜）登川二奈
- （木曜）大城良太
- （日曜）稲嶺羊輔

※2017年3月現在